# 三木山フォルクローレ音楽祭
三木山フォルクローレ音楽祭（みきやまフォルクローレおんがくさい）は兵庫県三木市で毎年開催されているフォルクローレの音楽祭である。5月3週目の日曜日に実施されている。
プロ、アマチュアの個人・団体で、中南米音楽の演奏や、踊りの披露ができる。

## 歴史
関西のフォルクローレ愛好家・網本らが1997年に兵庫県立三木山森林公園で初開催された。
2012年は84グループが参加し、3グループが踊りの団体であった。
2020年4月に新型コロナウィルス感染症の拡大の影響により、第24回三木山フォルクローレ音楽祭の中止が告知された。
2022年5月には三木山フォルクローレ音楽祭ミニコンサートが開催された。全30チーム・135名の出演者数となった。